# Villouxel
Villouxel är en kommun i departementet Vosges i regionen Grand Est (tidigare regionen Lorraine) i nordöstra Frankrike. Kommunen ligger i kantonen Neufchâteau som tillhör arrondissementet Neufchâteau. År 2022 hade Villouxel 86 invånare.

## Befolkningsutveckling
Antalet invånare i kommunen Villouxel
| Referens: INSEE |